# Alford (Somerset)
Pour les articles homonymes, voir Alford.
Alford est une paroisse civile et un village du Somerset, en Angleterre.